# Jakob Kvist
Jakob Kvist (født 4. januar 1964) er en dansk forlagsdirektør, journalist og forfatter.
Kvist er præstesøn fra Varde og blev uddannet journalist i 1991. Som journalist arbejdede han på Det Fri Aktuelt, DR, Ekstra Bladet og Berlingske Tidende.
Derudover skrev han bøgerne Ambassadøren  en bog om Michael Laudrup (1996), Khader.dk  sammenførte erindringer (2000) og Møllehave et liv har fem akter (2002).
I 2002 grundlagde han forlaget People'sPress, som han nu er kreativ direktør for.
Som forlagsdirektør stod Kvist bag Jægerbogen
og bogen Den Hemmelige Socialdemokrat.